# Ibn an-Nuhàs
Abu-Zakariyà Muhyí-d-Din ad-Dimaixqí ad-Dimyatí (àrab: أبو زكريا محيي الدين الدمشقي ثم الدمياطي, Abū Zakariyyā Muḥyī d-Dīn ad-Dimaxqī ṯumma ad-Dimyāṭī), més conegut com a Ibn an-Nuhàs (àrab: ابن النحاس, Ibn an-Nuḥās) (Damasc?, ? - Damiata, 1411) va ser un erudit musulmà i un mujàhid o màrtir, que va morir mentre lluitava contra un exèrcit romà d'Orient.
Durant l'any 814 de l'Hègira, un exèrcit romà d'Orient va atacar la localitat d'at-Tina, a Egipte, i la gent de Damiata van acudir-hi a ajudar-los. Entre ells, hi havia Ibn an-Nuhàs, que hi va trobar la mort en combat.

## Obra
- Maixari al-aixwaq ila massari al-uixaq.

## Influència
Abdullah Yusuf Azzam, considerat el responsable de la revifalla del jihad al segle xx, deia que els llibres de Ibn an-Nuhàs eren els millors que havia llegit.